# Campeonato Potiguar Segunda Divisão 2012
In 2012 werd de vijftiende editie van de Campeonato Potiguar Segunda Divisão gespeeld voor voetbalclubs uit de Braziliaanse staat Rio Grande do Norte. De competitie werd georganiseerd door de FNF en werd gespeeld van 12 juli tot 25 augustus. Potyguar Seridoense werd kampioen.

## Eerste fase
Indien het verschil tussen de eerste en de tweede groter is dan 3 punten wordt er geen finale gespeeld en wordt deze club kampioen.
| Plaats | Club                   | Wed. | W | G | V | Saldo | Ptn. |
| ------ | ---------------------- | ---- | - | - | - | ----- | ---- |
| 1.     | Potyguar Seridoense    | 6    | 3 | 3 | 0 | 8:1   | 12   |
| 2.     | Currais Novos          | 6    | 3 | 3 | 0 | 7:1   | 12   |
| 3.     | Potiguar de Parnamirim | 6    | 2 | 1 | 3 | 2:4   | 7    |
| 4.     | Visão Celeste          | 6    | 0 | 1 | 5 | 0:11  | 1    |

|  | Geplaatst voor finale |

## Finale
Potyguar werd kampioen omdat ze een beter doelsaldo hadden in de eerste fase.
|                   |               |       |                     |                                           |
| 18 augustus 20:30 | Currais Novos | 1 – 0 | Potyguar Seridoense | Bezerrão, Currais Novos Toeschouwers: 497 |
| 18 augustus 20:30 | Quirino 83'   |       |                     | Bezerrão, Currais Novos Toeschouwers: 497 |

|                   |                                |       |               |                                           |
| 25 augustus 16:30 | Potyguar Seridoense            | 2 – 1 | Currais Novos | Bezerrão, Currais Novos Toeschouwers: 306 |
| 25 augustus 16:30 | Didi Potiguar 73' Zé Maria 89' |       | 16' Emerson   | Bezerrão, Currais Novos Toeschouwers: 306 |

## Kampioen
| Campeonato Potiguar de 2012 - Segunda Divisão |
| Rio Grande do Norte                           |
| --------------------------------------------- |
| POTYGUAR SERIDOENSE Kampioen (2° titel)       |